# 草酸铁铵
草酸铁铵是一种配合物，化学式为(NH4)3Fe(C2O4)3。

## 制备
将氢氧化铁和草酸铵在草酸中反应，可以得到草酸铁铵：
2 Fe(OH)3 + 3 H2C2O4 + 3 (NH4)2C2O4 → 2 (NH4)3[Fe(C2O4)3]·3H2O